# Кизлярський коньячний завод
43°52′03″ пн. ш. 46°42′48″ сх. д. / 43.86750° пн. ш. 46.71333° сх. д.
Кизлярський коньячний завод — російський виробник міцних спиртних напоїв, розташований у місті Кизляр, Дагестан. Входить до п'ятірки найбільших російських виробників коньяку.

## Історія
Починаючи з другої половини XVIII століття виноградарство та виноробство були основними галузями економіки Кізляра. Поштовх до розвитку промислового виробництва коньяку в Кізлярі поклав закон 1884 року «Про фруктове та виноградо-горілчане виробництво».
У 1880-і роки грузинський підприємець Давид Сараджишвілі викуповує у міщан Ізмірова, Арещева і Борова винокурні цеха та створює в Кизлярі коньячний завод. Сараджишвілі першим на своїх підприємствах у Російській імперії почав виготовляти коньяк шляхом витримування виноградного спирту в бочках з гірського кавказького дуба. Датою заснування заводу вважається 1885 рік, коли з Кізляра до Москви було привезено 236 відер коньяку.
З початком Першої світової війни у Росії було запроваджено сухий закон, у зв'язку з чим робота підприємства була припинена. У своїй роботі Давид Захарович використовував виключно науковий підхід: правильно вибирав зони для насадження виноградників, приділяв чималу увагу ґрунтів і клімату. Він залучав до процесу не тільки виноробів, але і хіміків, агрономів, ґрунтознавців.

### Радянський період

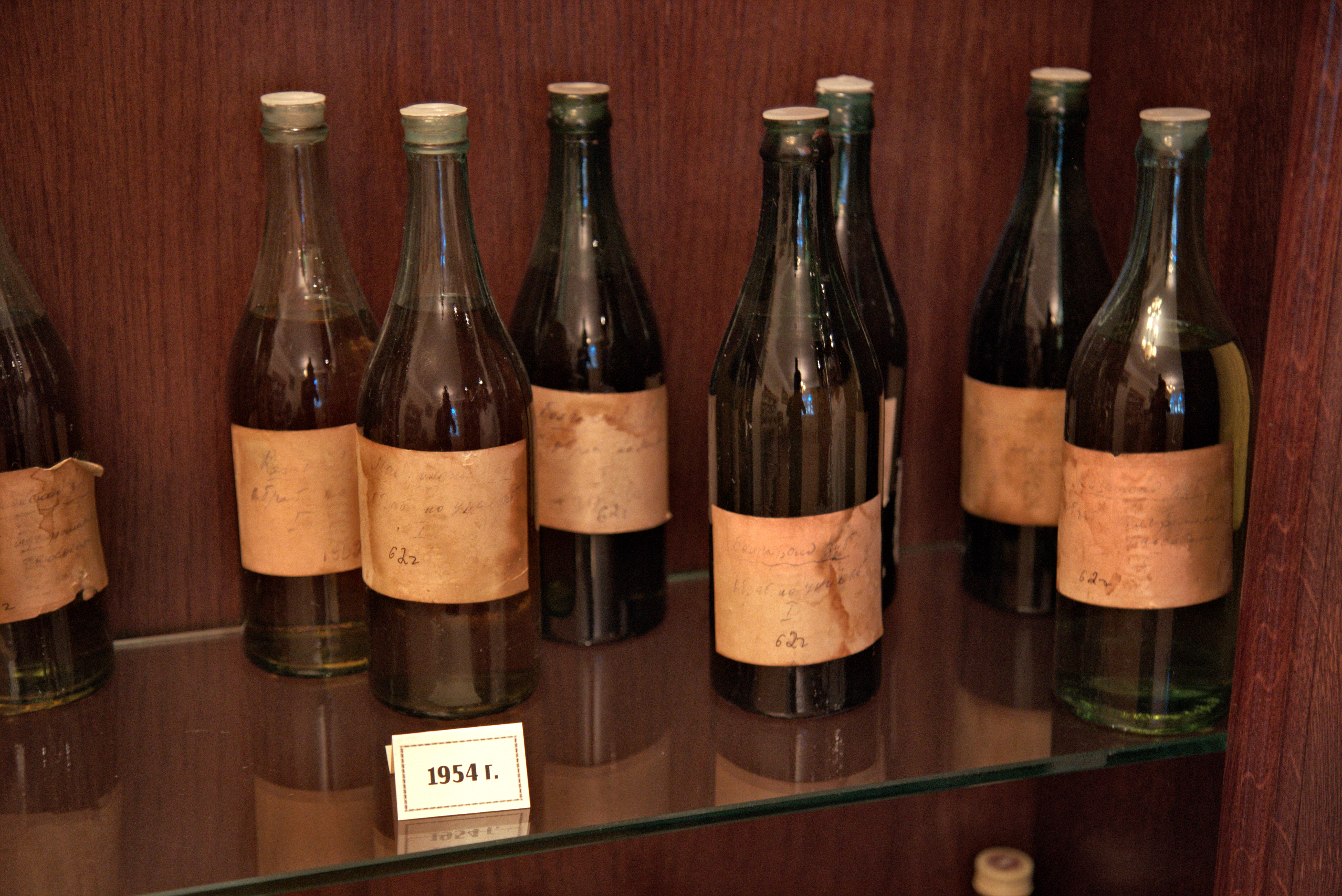
Коньяк вироблений у 1954 році

Відновлення роботи припало на 1930-ті роки. У зв'язку з тим, що Кізляр входив до прифронтової зони під час Другої світової війни, завод було евакуйовано до Вірменії, а велика частина спиртів була спрямована на Тбіліський коньячний завод. Свою роботу завод повністю відновив лише у 1947 році.
Наприкінці 1940-х років була розпочата реконструкція заводу, яка тривала до 1955 року. Зазначається, що до 1959 року усі працівники заводу були забезпечені житлом.
За радянських часів близько половини виробленого на заводі міцного алкоголю відправлялося на експорт, та переважно до країн Західної Європи.
Під час антиалкогольної кампанії, що почалася у 1985 році, завод припинив виробництво спиртних напоїв та тимчасово перейшов на випуск виноградного соку.
1. Російська Федерація

У 1990 році завод став орендним підприємством «Дагвіно». У зв'язку з нестачею сировини для виробництва алкоголю, підприємство почало закуповувати виноград в Іспанії або ж, в добрі врожайні роки у Краснодарському та Ставропольському краї. У 1998 році завод отримав французький сертифікат на випуск своєї продукції під назвою «коньяк», хоча раніше Кізлярський коньячний завод експортував свої напої в якості бренді.
Під час чеченського конфлікту у 1998 року директор заводу Володимир Григор'янц разом з дружиною був викрадений та знаходився у чеченському полоні впродовж восьми місяців.

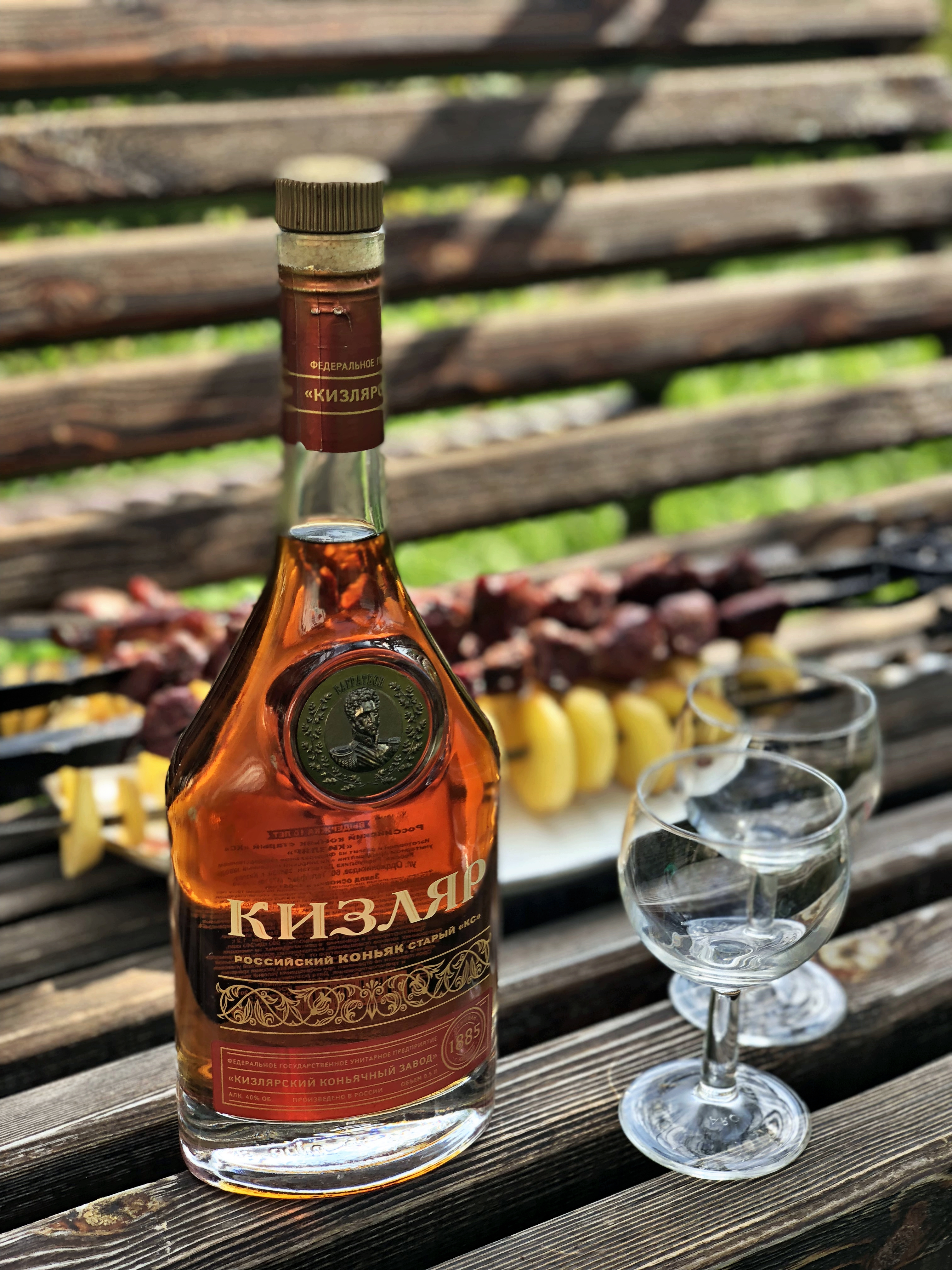
Коньяк «Кізляр», 2018 рік

У 2008 році директором заводу став Євген Дружинін. Під час його керівництва, підприємство на власні кошти провело модернізацію і збільшило обсяги виробництва, ставши основним донором дагестанського бюджету. Також у 2008 році завод відновив статус члена Гільдії постачальників Кремля.
28 серпня 2014 року розпорядженням прем'єр-міністра Росії Дмитра Медведєва Кізлярський коньячний завод було передано до федеральної власності, у зв'язку з чим, він відноситься до Росалкогольрегулювання.
Влітку 2015 року керівництво заводу було ініціатором створення Союзу виробників коньяку, куди увійшли Московський винно-коньячний завод «Кін» та винно-коньячний завод «Альянс-1892».
1 вересня 2015 року підприємство було перетворено на акціонерне товариство.

## Показники діяльності
У 2008—2009 роках керівництво заводу вклало 15 млн рублів в розширення площі власних виноградників. Під час фінансової кризи 2009 року завод тимчасово втратив статус головного підприємства області, поступившись Дербентському заводу ігристих вин. За підсумками 2012 року чистий прибуток заводу склав близько 1,5 млрд рублів, при цьому завод потрапив до трійки найбільш рентабельних компаній Північного Кавказу.
За підсумками 2015 року завод став другим найбільшим підприємством в Дагестані з загальним виторгом в 2,4 млрд рублів.

## Продукція
Завод виробляє коньяки різного терміну витримки і виноградну горілку. Зараз Кізлярський коньячний завод випускає наступні коньячні бренди: «Петро Великий», «П'ять зірочок», «Три зірочки», «Кізлярський святковий», «Росія», «Багратіон», «Дагестан», «Кізляр», «Лезгинка», «Імператор Всеросійський» і «Сараджев». Також підприємство виготовляє виноградну горілку «Кізлярку», рецепт якої було відновлено у 1976 році.
Основні принципи, що застосовуються Сараджішвілі в роботі:
1. Для кожної марки коньяку вибирався певний сорт винограду.

2. Після збору врожаю вироблялося біле вино за спеціальними закордонних технологій. Воно мало злегка кислим смаком з легким фруктовим відтінком.
3. Готове вино піддавалося подвійній перегонці.
4. Спирт, отриманий в результаті перегонки, відправляли на зберігання в дубові бочки, не менше, ніж на 3 роки.
5. Після закінчення 3 років отриманий бренді відправляють в дубові пляшок і дають настоятися ще кілька місяців (від 4 до 12).

## Керівники
- Григор'янц Саркіс Григорович (1950-ті)[13]
- Григор'янц Володимир Саркисович (1991—2008)[13]
- Дружинін Євген Анатолійович (з 2008 року)[8]